# Ágost szász-lauenburgi herceg
Ágost szász-lauenburgi herceg (Ratzeburg, 1577. február 17. – Lauenburg/Elbe, 1656. január 18.) Pomerániai Margit és II. Ferenc szász-lauenburgi herceg fia. 1619 és 1656 között ő volt Szász-Lauenburg hercege.